# Entomacrodus williamsi
Entomacrodus williamsi és una espècie de peix de la família dels blènnids i de l'ordre dels perciformes.

## Morfologia
- Els mascles poden assolir 5,3 cm de longitud total.[3][4]

## Reproducció
És ovípar.

## Hàbitat
És un peix marí de clima tropical que viu entre 0-10 m de fondària.

## Distribució geogràfica
Es troba a Indonèsia, Papua Nova Guinea i Salomó.